# Englischer Wald (Dischingen)

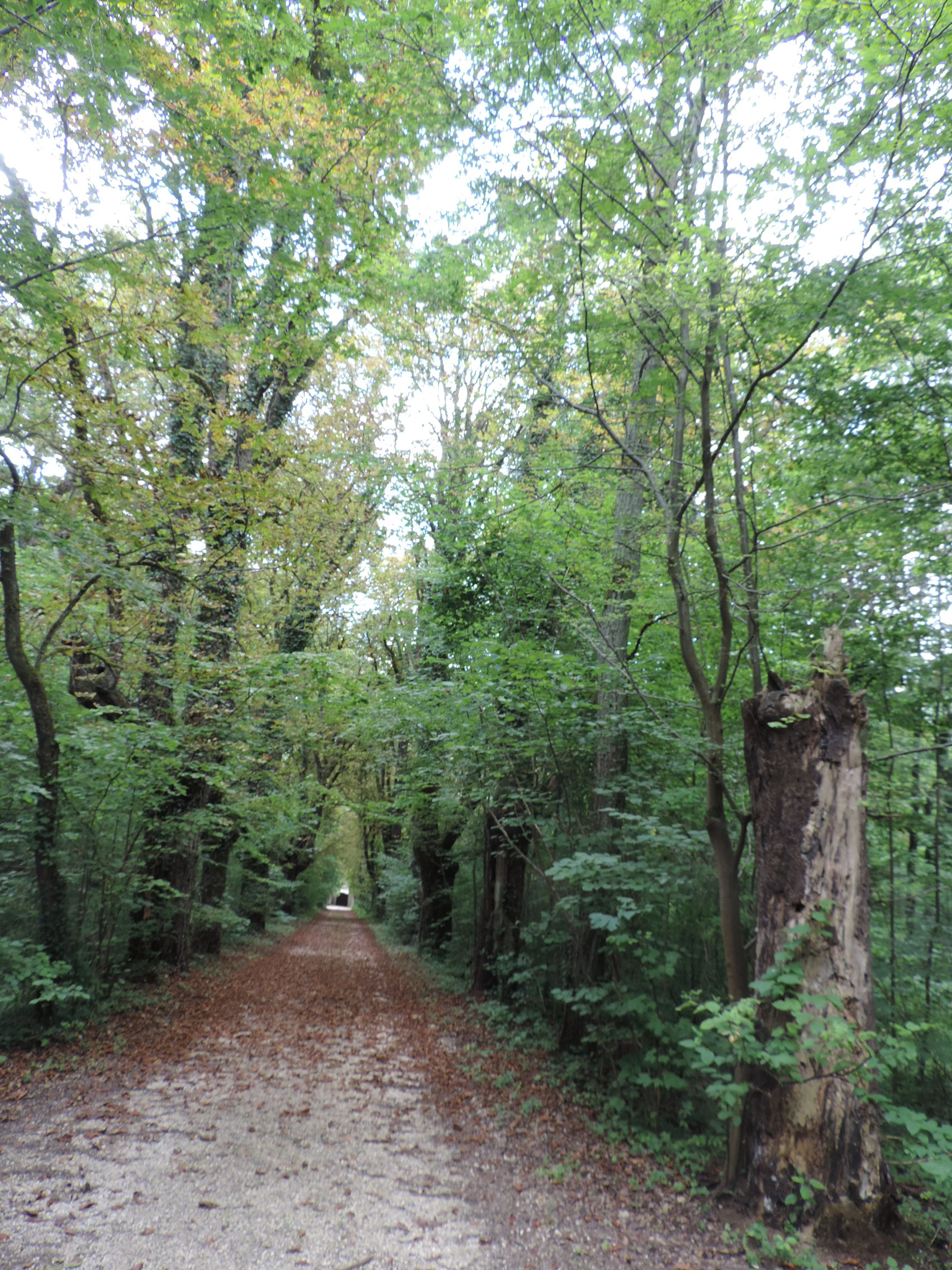
Blick in den Englischen Wald mit verwunschener Kastanienallee

Der Englische Wald befindet sich beim Schloss Taxis, oberhalb von Dischingen im baden-württembergischen Landkreis Heidenheim in Deutschland. 
Die Bezeichnung Englischer Wald wurde von den englischen Landschaftsgärten übernommen.

## Geschichte
1781 kaufte Fürst Carl Anselm von Thurn und Taxis einen großen Teil des Gemeindewaldes von Dischingen, der im Laufe der vielen Jahre immer wieder erweitert und ergänzt wurde. Das Areal ist typisch für die Zeit des 18. Jahrhunderts. Anders als in den französisch geprägten Barockgärten mit ihren großen geometrisch angelegten Blumenbeeten (Parterres) finden sich in den klassischen englischen Landschaftsgärten kaum Blühpflanzen. Die Natur kann sich ungehindert entfalten. Wiesen wechseln ab mit Wald, die Baumvielfalt ist beachtlich und aufgeschüttete Hügel überhöhen ebene Flächen. Viele schmale geschlängelte Wege führen durch das Gelände. Einige sehr alte Alleen bereichern seine Flora: Kastanienalleen führen immer zum Schloss, Linden-Alleen zu den Lustbarkeiten. Die ersten Architekturstaffagen begannen im Sommer 1785, „und zwar an dem Tempel auf dem Schneckenberg (denn nur dieser existierte in den ersten Jahren) und an der Eremitage, dem Vorgänger der heutigen Klause“.
Große Festlichkeiten fanden einst im weitläufigen Areal statt. So wurde zum Beispiel die Trauung von Erbprinz Karl Alexander mit Prinzessin Therese von Mecklenburg-Strelitz fürstlich gefeiert:
Im nahegelegenen Englischen Wald, insbesondere beim Diana-Tempel, der Eremitage und auf dem Karlsbrunnen beim Chinesischen Turm wurde zu Ehren des Erbprinzenpaars ein Venetianischer Jahrmarkt mit 1200 Gewinnen und 1200 Freilosen vom Fürsten veranstaltet.
Im Englischen Wald befinden sich noch heute einige kleine, teilweise sehr marode Gebäude und Denkmäler, während andere, wie der Chinesische Turm oder der Diana-Tempel, nicht mehr existieren.

## Galerie

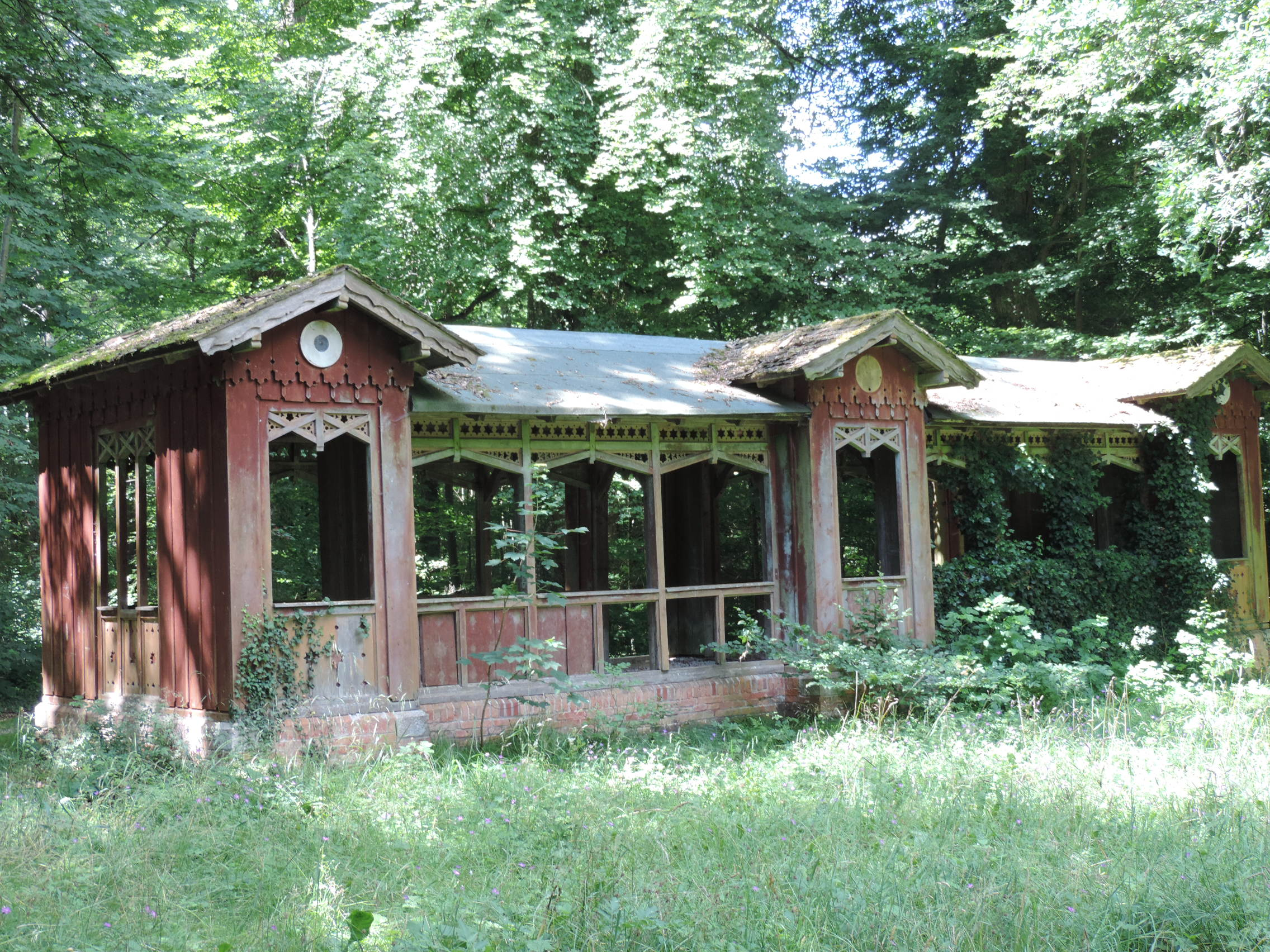
Ehemaliger Schießstand
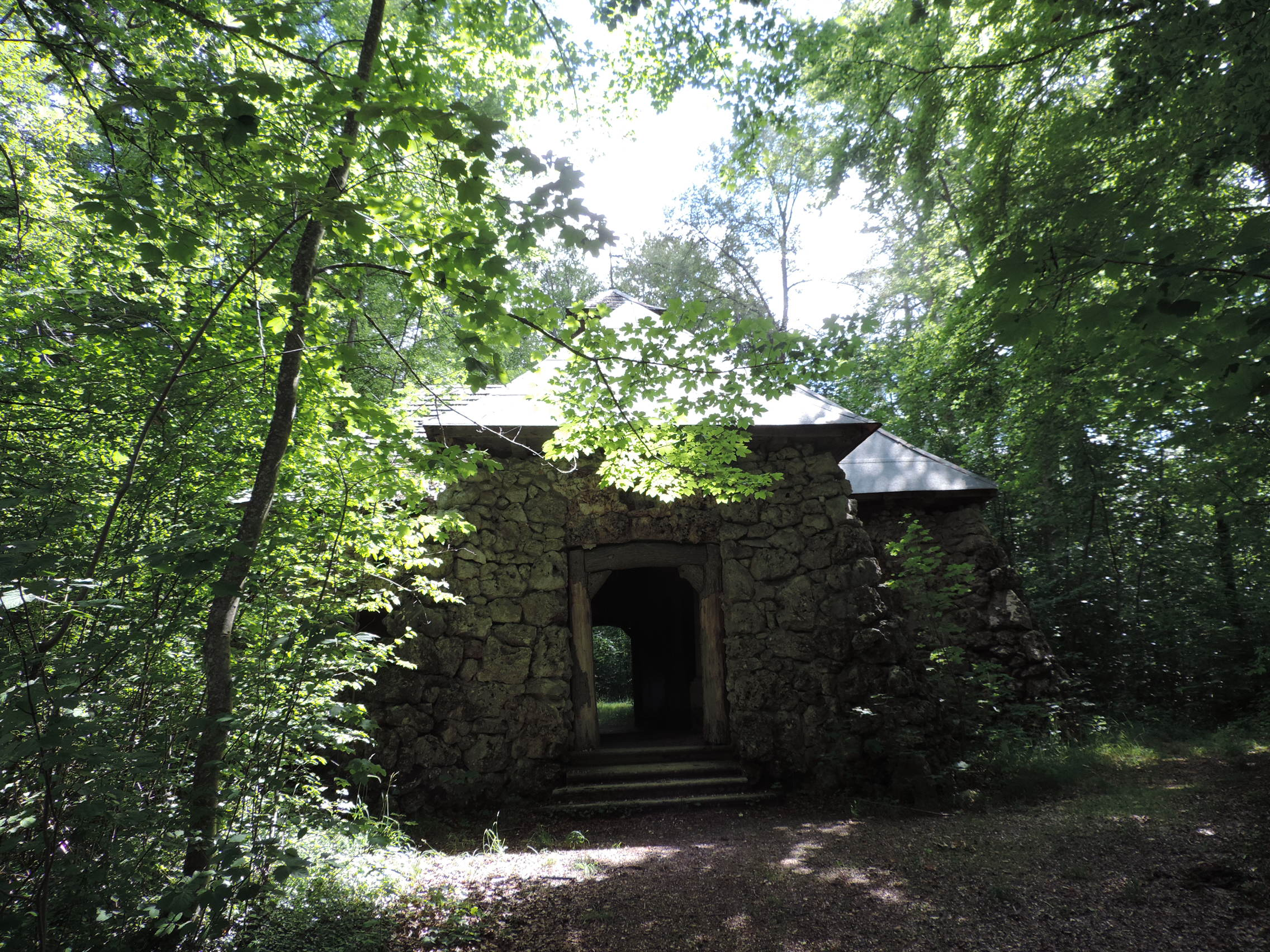
Ehemalige Klause
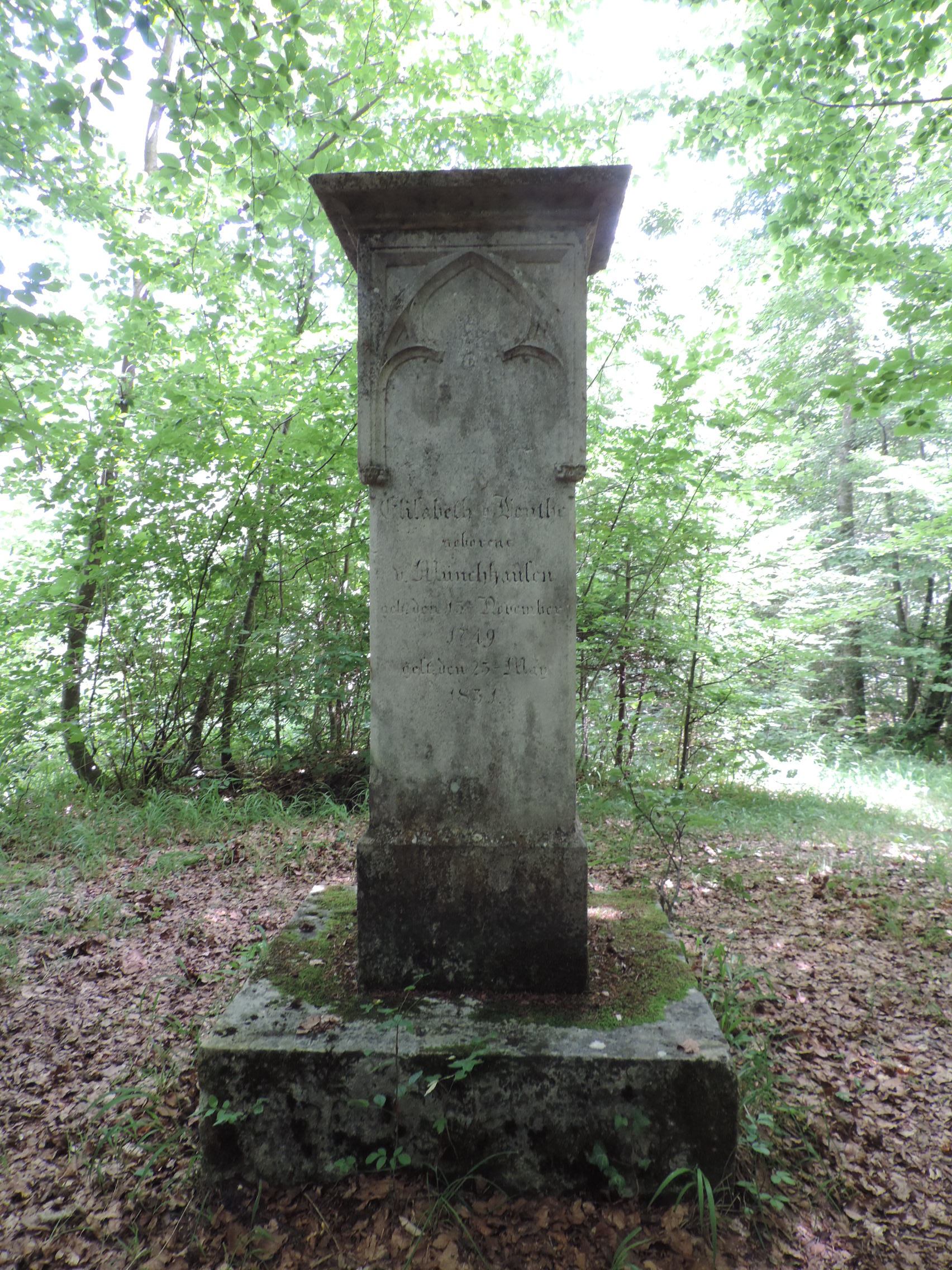
Denkmal erinnert an Elisabeth von Lenthe, Kammerfrau der Fürstin Therese
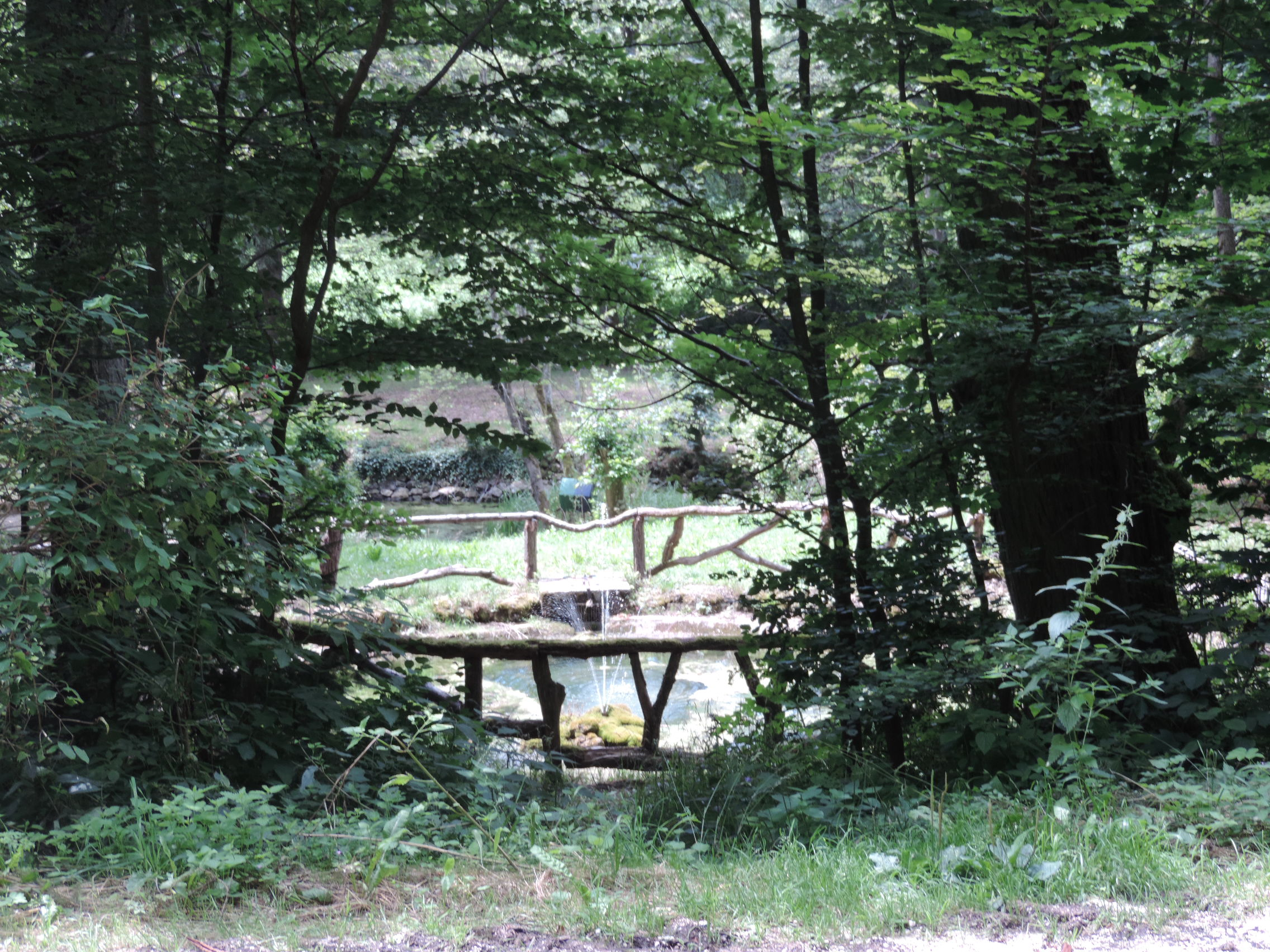
Kleine Wasserfontäne beim Karlsbrunnen
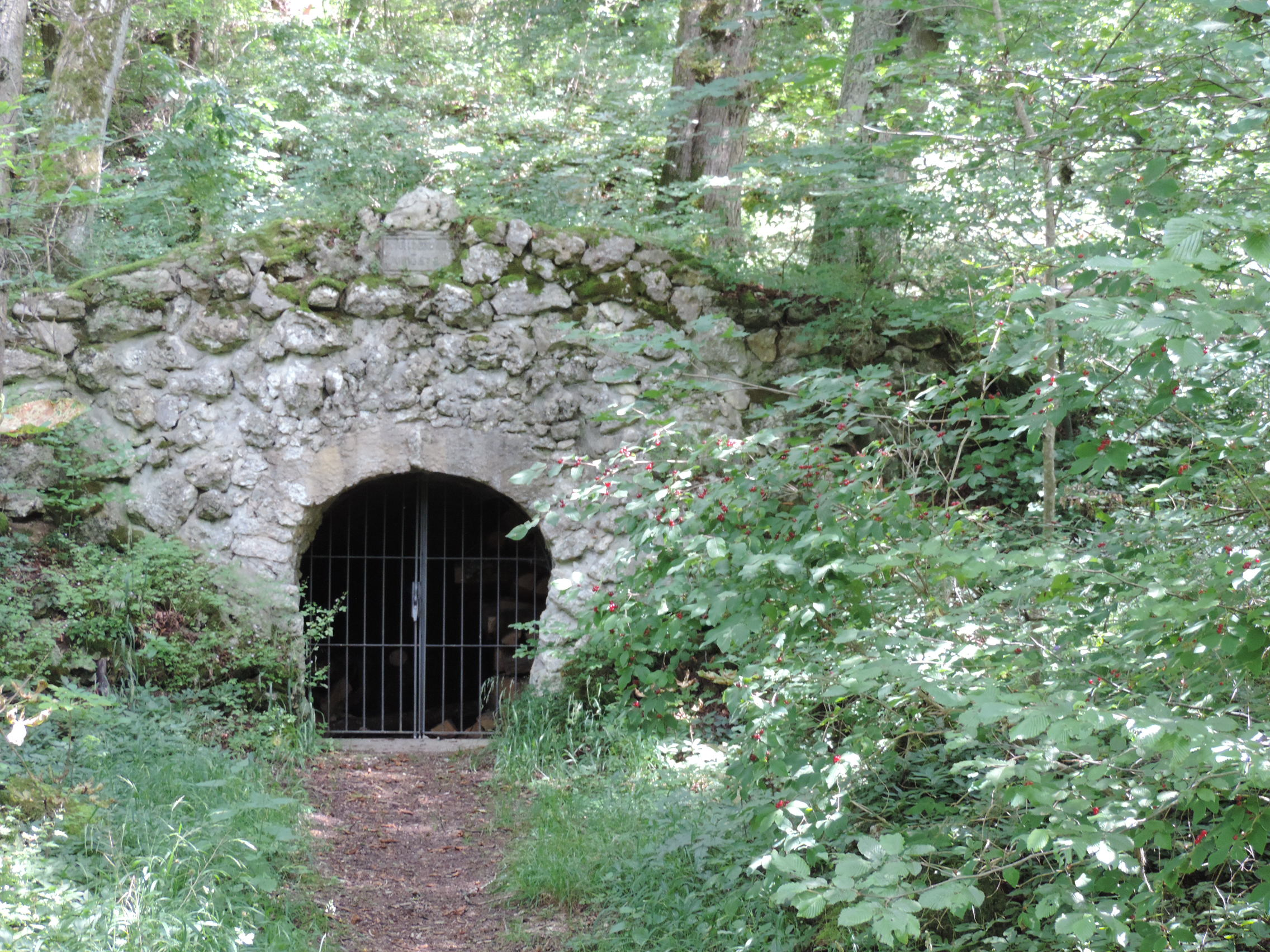
Karlsbrunnen
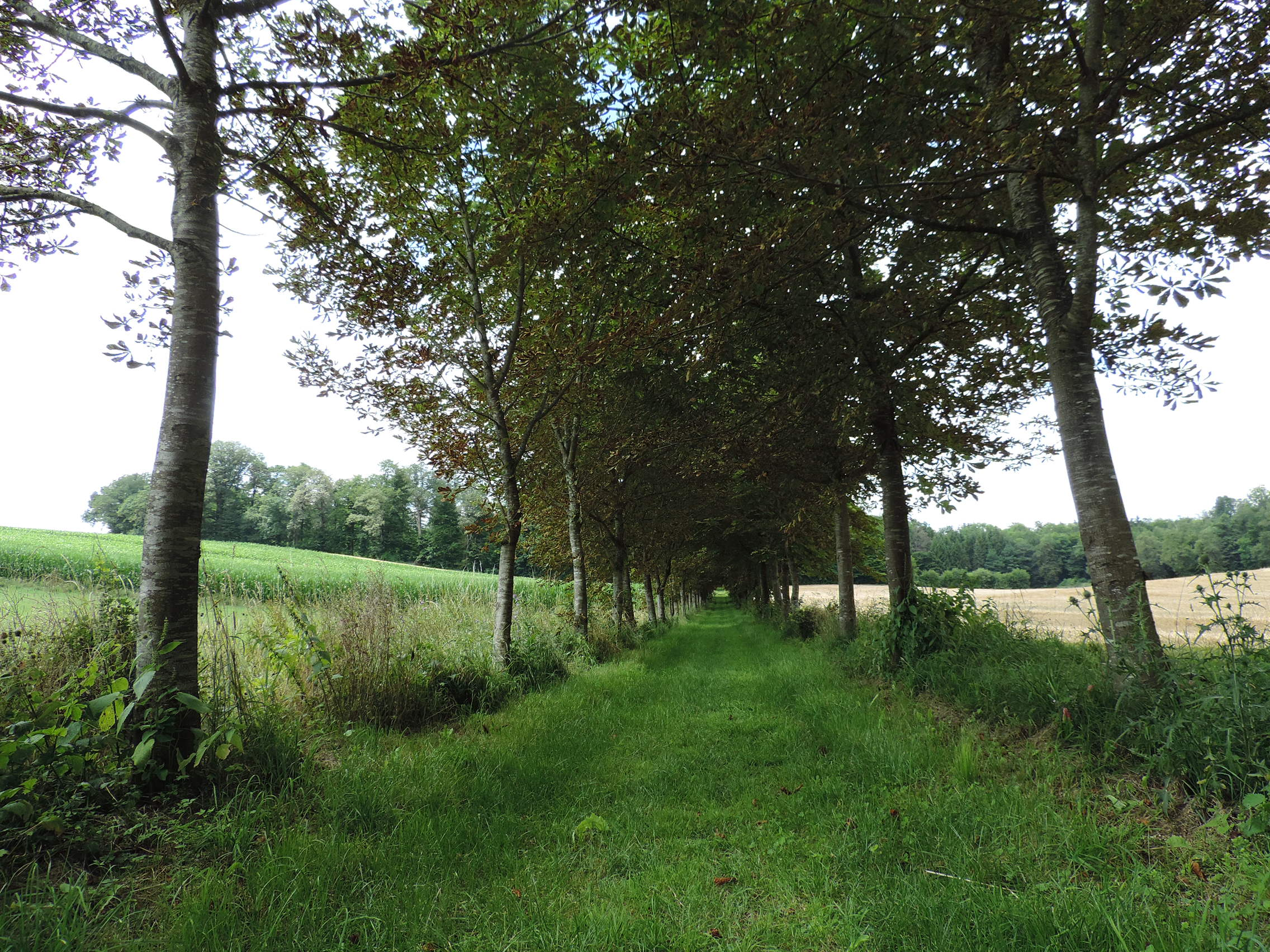
Kastanienallee zum Karlsbrunnen
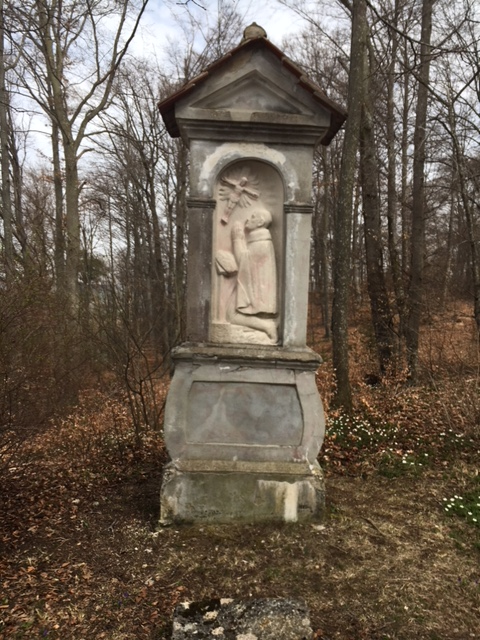
Denkmal im Englischen Wald
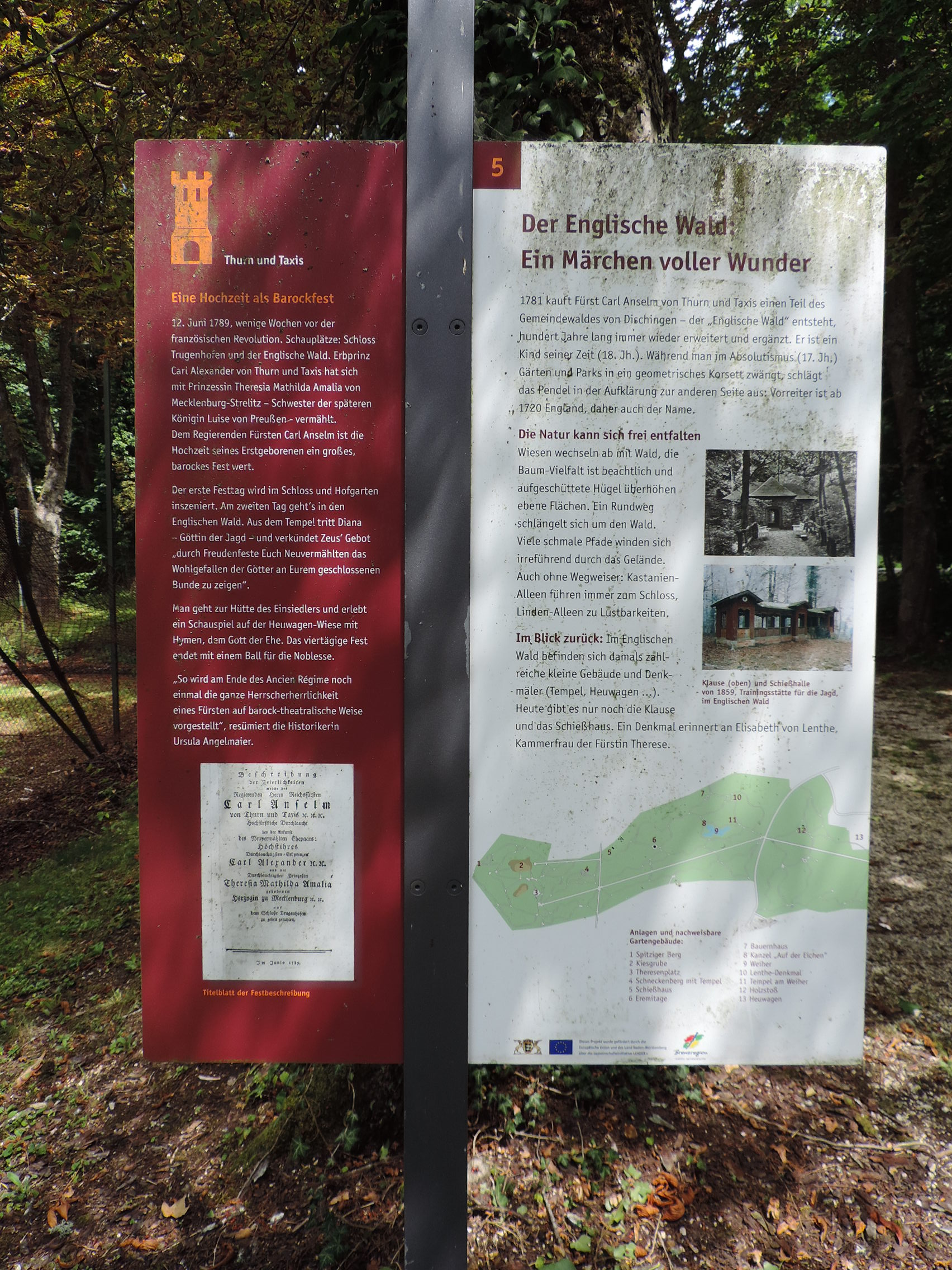
Infotafel „Englischer Wald“
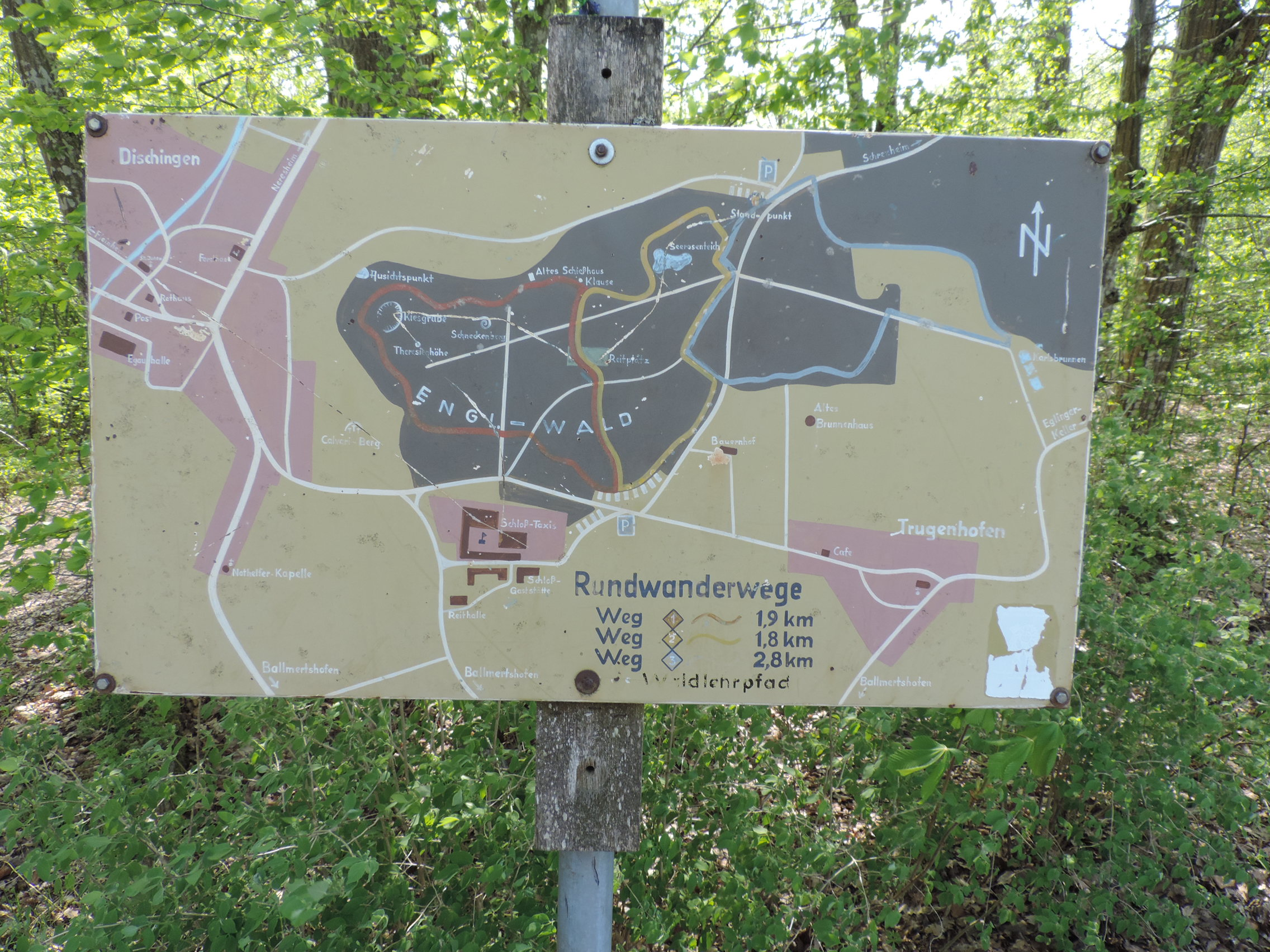
Infotafel mit Hinweisen zu den einzelnen Gebäude und Denkmäler am Parkplatz des Englischen Waldes
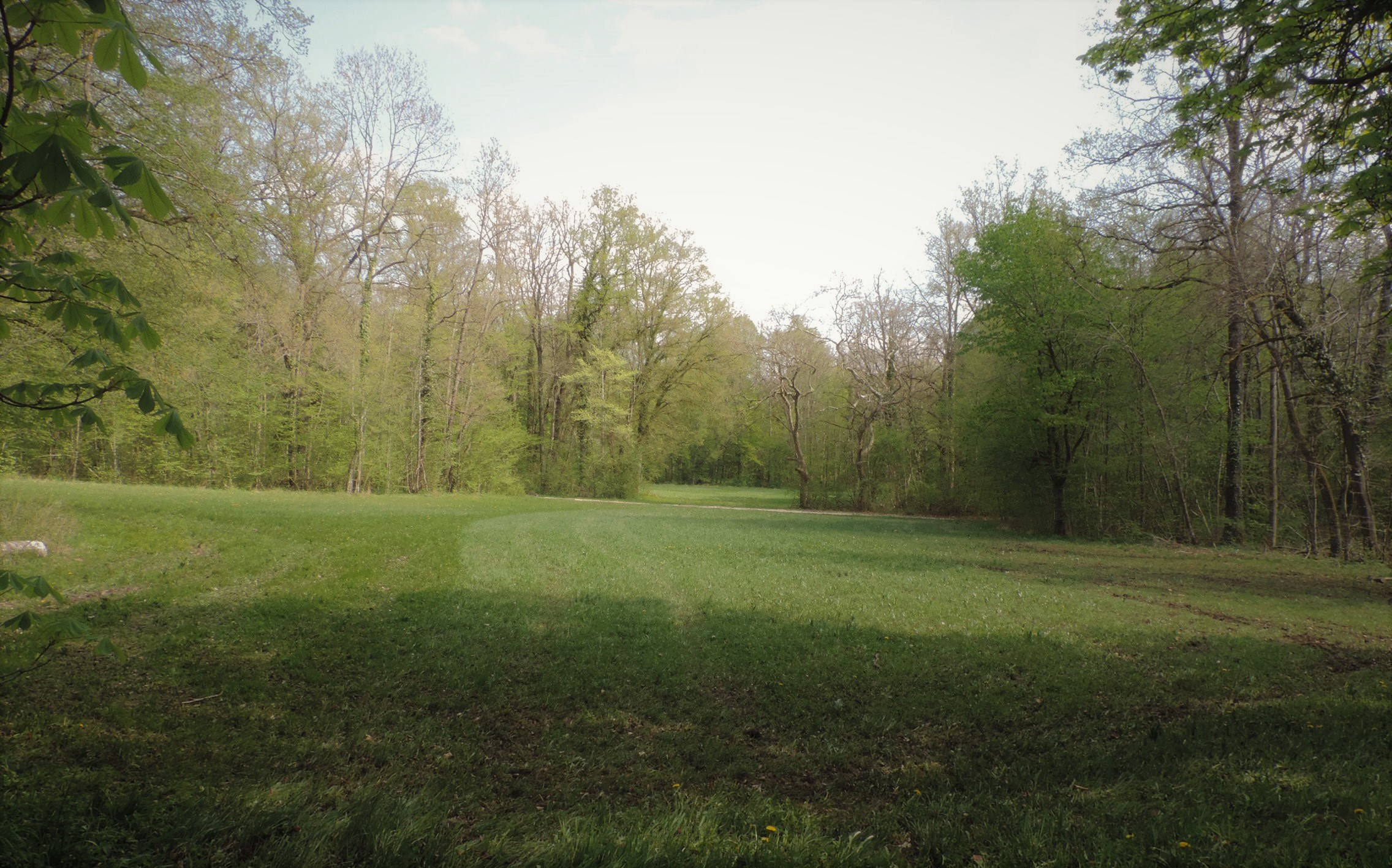
Immer wieder öffnet sich der Wald mit Blick auf ausgedehnte Wiesen